# Újezd (okres Zlín)
Obec Újezd se nachází v okrese Zlín ve Zlínském kraji. Žije zde přibližně 1 200 obyvatel.
Část katastru obce leží v přírodním parku Vizovické vrchy, část v chráněné krajinné oblasti Bilé Karpaty.

## Historie
První písemná zmínka o obci pochází z roku 1261 ze zakládací listiny cisterciáckého kláštera ve Vizovicích, kterým byla obec darována klášteru. Listina je datovaná k 21. srpnu, dochoval se však pouze její opis pravděpodobně z 60. let 14. století. V té době byla obec pojmenována Wilperk (hora s divokou zvěří) neboli Ugesd. Od roku 1578 pak nese jméno Augezd.
| „                                                         | Aby se však nový klášter, jež jsme založili, zdárně rozvíjel a aby tamní bratři, kteří chtějí věrně sloužit Bohu ve dne i v noci, měli zajištěny nutné životní potřeby, udělili jsme jim dědičným právem do trvalého vlastnictví níže vypsané vsi a dědičné statky: především vsi Vizovice s úterním trhem, (…) dále vesnice Vilperk zvaný též Újezd, trhovou ves s čtvrtečním trhem, … | “ |
| — Smil ze Střílek, Zakládací listina vizovického kláštera | |   |

20. května 1884 za prudkého větru v obci vypukl požár, který zničil celou vesnici. Shořelo 105 obytných domů spolu s kostelem a farou. Při požáru uhořel jeden občan a shořela také obecní kronika.
Škola byla založena již v roce 1656, větší školní budova byla postavena 1884, která ve stejném roce vyhořela a byla znovu zbudována. Současná školní budova byla postavena v roce 1956. V roce 2009 byl Újezd zvolen Vesnicí roku 2009 ve Zlínském kraji.
| Rok            | 1834 | 1869 | 1880 | 1890 | 1900 | 1910  | 1921  | 1930  | 1940  | 1950  | 1961  | 1970  | 1980  | 1985  | 1991  | 2001  | 2010  |
| -------------- | ---- | ---- | ---- | ---- | ---- | ----- | ----- | ----- | ----- | ----- | ----- | ----- | ----- | ----- | ----- | ----- | ----- |
| Počet obyvatel | 731  | 782  | 804  | 827  | 925  | 1 037 | 1 007 | 1 008 | 1 189 | 1 058 | 1 266 | 1 194 | 1 155 | 1 087 | 1 179 | 1 226 | 1 213 |
| Počet domů     | -    | 137  | 142  | 148  | 157  | 167   | 173   | 186   | -     | 228   | 261   | 287   | 295   | -     | 303   | 360   | -     |

## Současnost
Obci se daří získávat dotace z fondů Evropské unie, díky kterým byla v posledních letech například kompletně rekonstruována základní a mateřská škola, náves, vystavěn obslužný objekt u lyžařského vleku a také dvě čistírny odpadních vod.
V roce 2008 se v obci natáčel film České televize pojmenovaný Skrývačky. Hlavní část natáčení probíhala v domě, nacházejícím se asi 200 metrů od lyžařského areálu, ale také v místním obecním úřadě, knihovně, kavárně a u kostela. V komparzu hráli převážně obyvatelé obce.
28. srpna 2011 obec oslavila 750 let od první písemné zmínky o obci. Slavnostní mše svatá byla přenášená v přímém přenosu televizní stanicí Noe. Při této příležitosti byla vydána kniha Obec Újezd: 750 let dějin: 1261–2011 popisující dějiny a přírodu v obci.

## Ocenění
- 2004 – Bílá stuha za činnost mládeže[8]
- 2005 – Knihovna roku Zlínského kraje[9]
- 2006 – Modrá stuha za společenský život[10]
- 2009 – Vesnice roku Zlínského kraje[5]

## Pamětihodnosti
- Kostel svatého Mikuláše byl vystaven v empírovém slohu v roce 1844, na místě starého kostela z poloviny 17. století. V kostele se nachází památkově chráněné varhany se 1 389 píšťaly.[4]
- Barokní socha sv. Jana Nepomuckého - dříve stávala na návsi před farou, později k cestě ke kostelu po pravé straně, po rekonstrukci návsi v roce 2009 byla zpět přesunuta na náves u obecního úřadu.
- Terénní pozůstatky hrádku z roku 1261 za kostelem.[11]
- U kostela se taktéž nachází lípa srdčitá, s obvodem kmene 5,4 metru[12] a odhadovaným stářím 650 let.

## Další fotografie

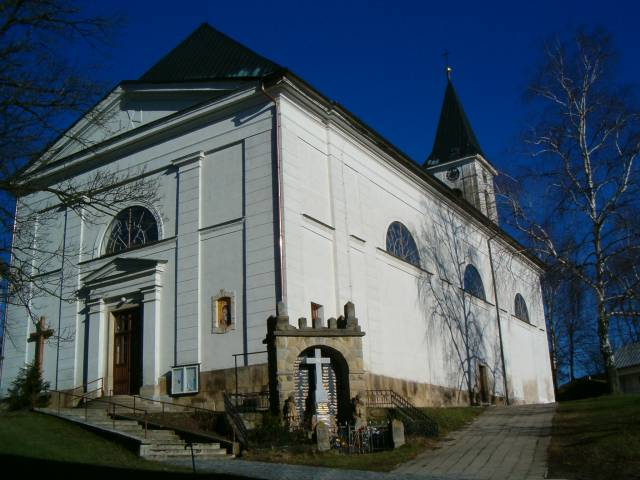
Kostel svatého Mikuláše
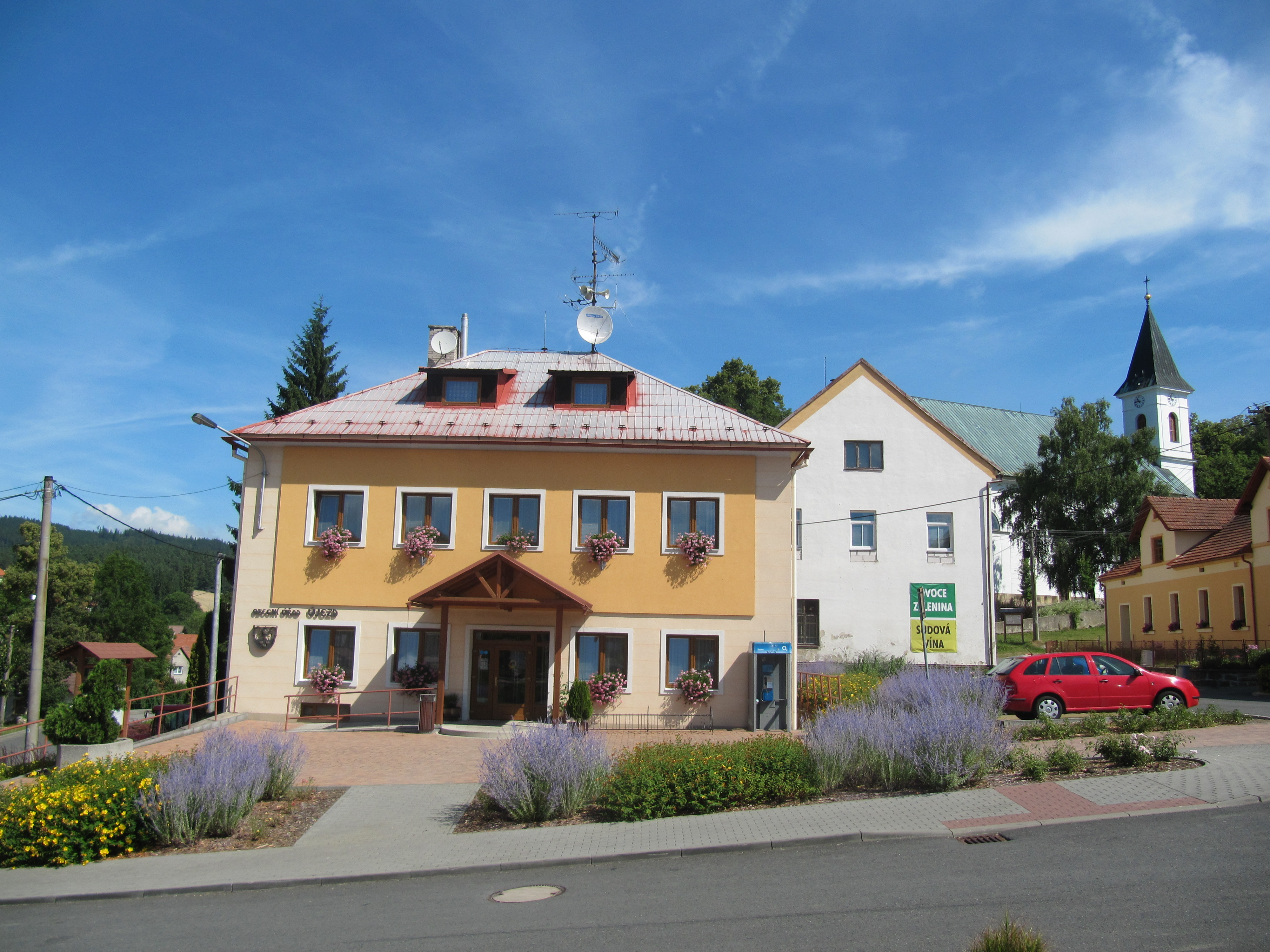
Obecní úřad
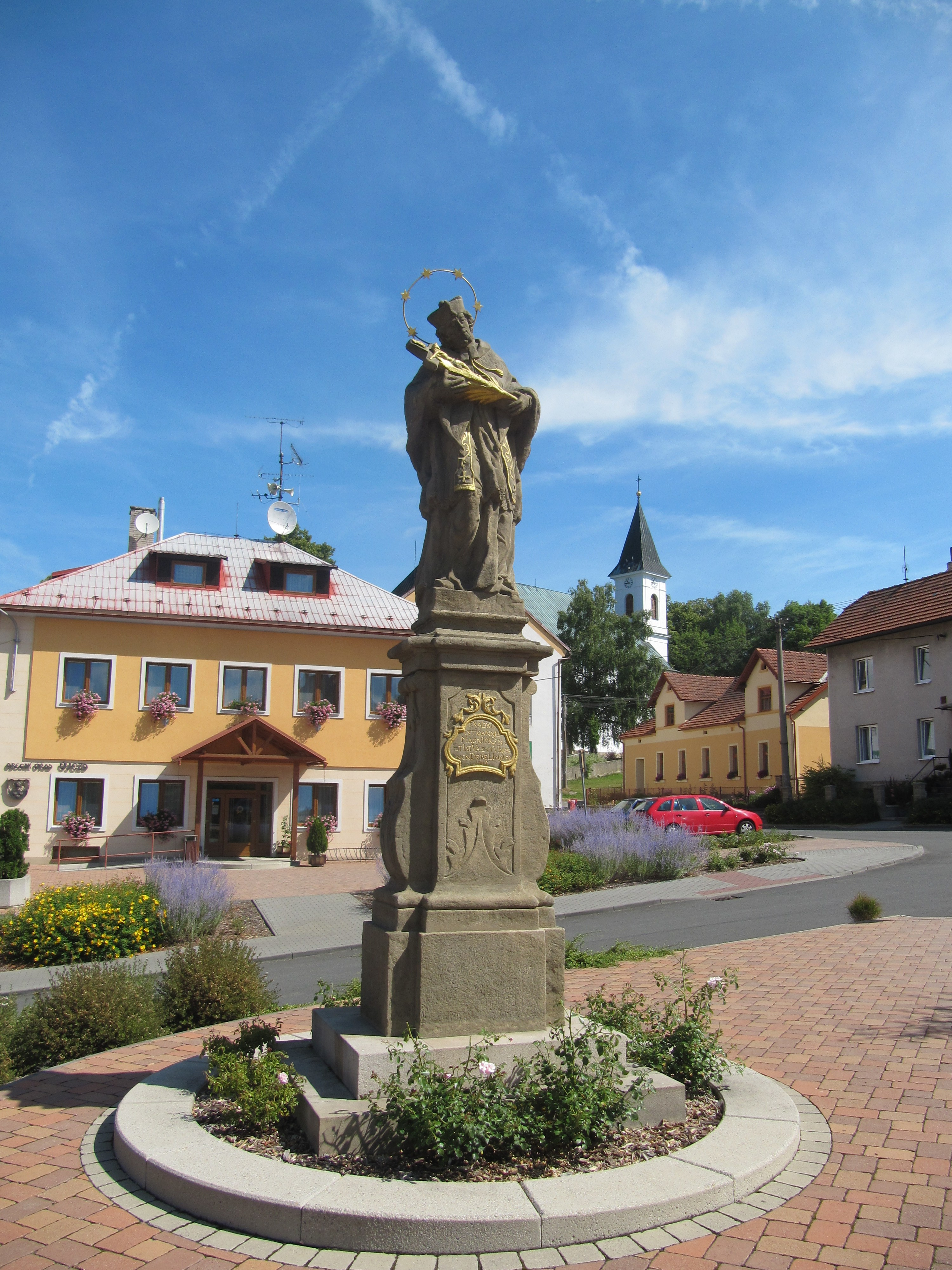
Socha svatého Jana Nepomuckého
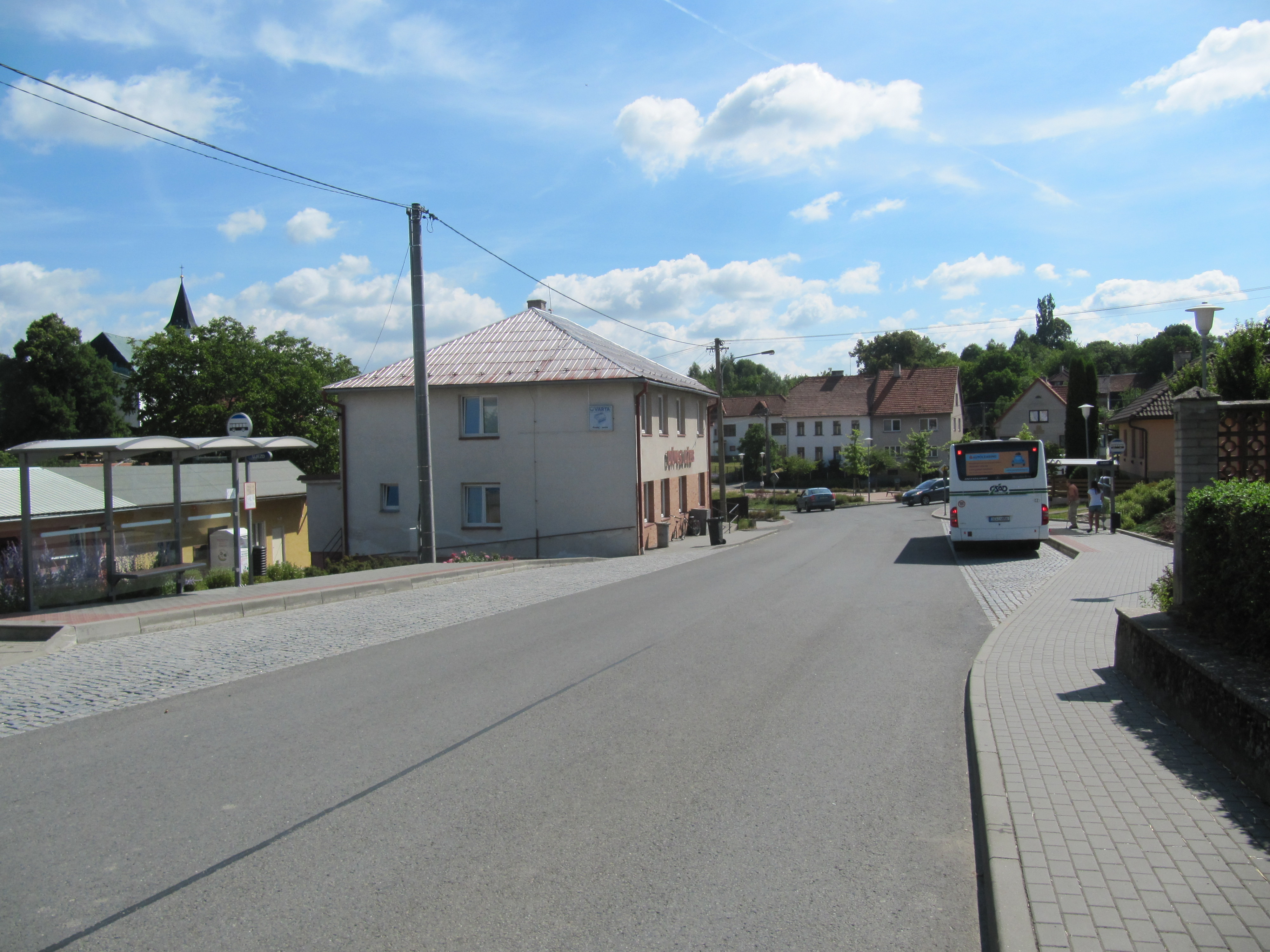
Autobusová zastávka
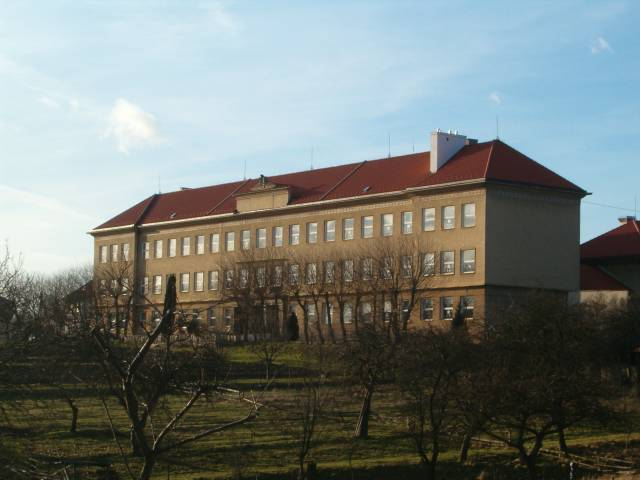
Základní škola